# Весин
Весин (њем. Wessin) општина је у њемачкој савезној држави Мекленбург-Западна Померанија. Једно је од 76 општинских средишта округа Пархим. Према процјени из 2010. у општини је живјело 471 становника. Посједује регионалну шифру (AGS) 13060087.

## Географски и демографски подаци
Весин се налази у савезној држави Мекленбург-Западна Померанија у округу Пархим. Општина се налази на надморској висини од 58 метара. Површина општине износи 17,1 km². У самом мјесту је, према процјени из 2010. године, живјело 471 становника. Просјечна густина становништва износи 28 становника/km².